# At Eternity's Gate
At Eternity's Gate es una película dramática y biográfica de 2018 sobre los últimos años del pintor Vincent van Gogh. Está dirigida por Julian Schnabel, a partir de un guion de Schnabel, Louise Kugelberg y Jean-Claude Carrière. La cinta es protagonizada por Willem Dafoe como Van Gogh, Rupert Friend, Oscar Isaac, Mads Mikkelsen, Mathieu Amalric, Emmanuelle Seigner y Niels Arestrup.
Fue seleccionada para ser proyectada en la sección de competición principal del 75° Festival Internacional de Cine de Venecia, y fue estrenada en Estados Unidos el 16 de noviembre de 2018 a través de CBS Films.

## Reparto
- Willem Dafoe como Vincent van Gogh.
- Rupert Friend como Theo van Gogh.
- Mads Mikkelsen como El Sacerdote.
- Mathieu Amalric como Dr. Paul Gachet
- Emmanuelle Seigner como La Mujer de Arles/Madame Ginoux.
- Oscar Isaac como Paul Gauguin.
- Niels Arestrup como Loco.
- Vladimir Consigny como Dr. Félix Rey
- Amira Casar como Johanna van Gogh-Bonger.
- Vicente Pérez como El Director.
- Alexis Michalik como Artista de Tambourin.
- Stella Schnabel como Gaby.
- Lolita Chammah como la Chica en el camino.
- Didier Jarre como Guarda del asilo.
- Louis Garrel como la voz del artículo de Aurier.

## Producción
En mayo de 2017, Schnabel anunció que iba a dirigir una película sobre el pintor Vincent van Gogh, con Willem Dafoe seleccionado para el papel principal. La película fue escrita por Schnabel y el guionista francés Jean-Claude Carrière. En lo que respecta a la historia, Schnabel dijo: 

Esta es una película sobre la pintura y un pintor y su relación hasta el infinito. Es contada por un pintor. Contiene todo lo que sentí que eran los momentos esenciales en su vida; esta no es la historia oficial – es mi versión. Una que espero que los haga sentirse cercanos a él.

 La película fue rodada durante 38 días desde septiembre de 2017 en localizaciones en Francia como Arlés, las Bocas del Ródano y Auvers-sur-Oise, todos lugares donde Van Gogh vivió durante sus últimos años.

## Estreno
En mayo de 2018, CBS Films adquirió los derechos de distribución de la película. Tuvo su estreno mundial en el 75° Festival Internacional de Cine de Venecia el 3 de septiembre de 2018. También se proyectó en el Festival de Cine de Nueva York el 12 de octubre de 2018. En Estados Unidos, la película fue estrenada el 16 de noviembre de 2018.

## Premios y nominaciones
| Año  | Premio                                    | Categoría                      | Nominado(s)                          | Resultado | Ref.               |
| ---- | ----------------------------------------- | ------------------------------ | ------------------------------------ | --------- | ------------------ |
| 2018 | Festival Internacional de Cine de Venecia | León de Oro                    | At Eternity's Gate y Julian Schnabel | Nominado  | [ 8 ] [ 9 ] [ 10 ] |
| 2018 | Festival Internacional de Cine de Venecia | Fondazione Mimmo Rotella Award | Willem Dafoe y Julian Schnabel       | Ganadores | [ 8 ] [ 9 ] [ 10 ] |
| 2018 | Festival Internacional de Cine de Venecia | Green Drop Award               | Willem Dafoe y Julian Schnabel       | Ganadores | [ 8 ] [ 9 ] [ 10 ] |
| 2018 | Festival Internacional de Cine de Venecia | Volpi Cup por Mejor Actor      | Willem Dafoe                         | Ganador   | [ 8 ] [ 9 ] [ 10 ] |
| 2018 | Premios Satellite                         | Mejor actor - Drama            | Willem Dafoe                         | Nominado  | [ 11 ]             |
| 2018 | Premios Globo de Oro                      | Mejor actor - Drama            | Willem Dafoe                         | Nominado  |                    |